# Чрмошњице при Стопичах
Чрмошњице при Стопичах (словен. Črmošnjice pri Stopičah) је насељено место у општини Ново Место, регија Југоисточна Словенија, Словенија.

## Историја
До територијалне реорганизације у Словенији биле су у саставу старе општине Ново Место.

## Становништво
У попису становништва из 2011. године, Чрмошњице при Стопичах су имале 399 становника.
| Број становника према пописима | Број становника према пописима | Број становника према пописима |
| ------------------------------ | ------------------------------ | ------------------------------ |
| 1991                           | 2002                           | 2011                           |
| 297                            | 355                            | 399                            |

Напомена: До 1955. исказивано под именом Чрмошњице. Године 2010. извршена је мала размена територија између насеља Долење Камење, Пречна, Севно, Чешча вас и Чрмошњице при Стопичах. Године 2012. извршена је мања размена територија између насеља Чрмошњице при Стопичах и Ново Место.